# Jeypur
Jeypur (o Jaypur, Jeyepore, Jeypore) è una suddivisione dell'India, classificata come municipality, di 76.560 abitanti, situata nel distretto di Koraput, nello stato federato dell'Orissa. In base al numero di abitanti la città rientra nella classe II (da 50.000 a 99.999 persone).

## Geografia fisica
La città è situata a 18° 51' 0 N e 82° 34' 60 E e ha un'altitudine di 659 m s.l.m..

## Società

### Evoluzione demografica
Al censimento del 2001 la popolazione di Jeypur assommava a 76.560 persone, delle quali 38.890 maschi e 37.670 femmine. I bambini di età inferiore o uguale ai sei anni assommavano a 9.017, dei quali 4.621 maschi e 4.396 femmine. Infine, coloro che erano in grado di saper almeno leggere e scrivere erano 52.720, dei quali 29.564 maschi e 23.156 femmine.